# Foton
V částicové fyzice je foton (z řeckého φως, světlo) elementární částice, kterou popisujeme kvantum elektromagnetické energie. Bývá značen řeckým písmenem γ (gama).
Foton je částice zprostředkující elektromagnetickou interakci a řadí se tedy mezi tzv. intermediální částice.
Jeho studiem se zabývá kvantová elektrodynamika.
Podle některých, jako je Willis Eugene Lamb, je označení foton, které zavedl roku 1926 chemik Gilbert Newton Lewis (tedy až několik let poté co Albert Einstein dostal Nobelovu cenu za fotoelektrický jev), zavádějící a mělo by se podobně jako flogiston opustit.

## Vlastnosti
Všechno elektromagnetické vlnění, od radiových vln po záření gama, je kvantováno na fotony, jež popisuje vlnová délka, frekvence, energie a hybnost.
Životnost fotonu je nekonečná, ve smyslu nekonečného poločasu rozpadu. Foton je tedy stabilní částicí. Fotony mohou vznikat a zanikat při interakcích.
Částicové vlastnosti elektromagnetického záření se projevují především při vysokých frekvencích (tedy při vysokých energiích fotonů), v opačném případě převažují vlnové vlastnosti elektromagnetického záření, tzn. záření se projevuje jako vlna.
Elektrický náboj fotonu je nulový.
Foton má spin roven 1, jedná se tedy o boson.
Podle některých (například nobelistů jako Willis Eugene Lamb, Charles Hard Townes) nelze foton zjednodušeně považovat za reálnou částici (podobně jako fonon).

### Energie, hmotnost
Foton existuje pouze v pohybu. Ve vakuu se vždy (v souladu s postulátem speciální teorie relativity) pohybuje rychlostí světla ve vakuu. Má proto nulovou klidovou hmotnost. Důsledkem jeho neustálého pohybu je však nenulová energie, která je definovaná vztahem
{\displaystyle E=hf={hc \over \lambda }},
kde {\displaystyle h} je Planckova konstanta, {\displaystyle f} frekvence, {\displaystyle c} je rychlost světla ve vakuu a {\displaystyle \lambda } je vlnová délka.
Na základě relativistického vztahu ekvivalence energie a hmotnosti, tzn.
{\displaystyle E=mc^{2}},
lze fotonu přiřadit také určitou hmotnost (nejedná se však o klidovou hmotnost, která je nulová, ale o pohybovou hmotnost), projevující se setrvačnými i gravitačními vlastnostmi. Tato energie (a tedy i hmotnost) způsobuje, že na foton působí gravitace dle obecné teorie relativity a on sám gravitačně působí na okolí. Tyto jevy byly potvrzeny pozorováním (např. pozorovaným ohybem záření kolem kosmických těles).

### Hybnost fotonu
Pomocí relativistického vztahu pro energii pohybující se částice {\displaystyle E={\sqrt {m_{0}^{2}c^{4}+p^{2}c^{2}}}} a ze skutečnosti, že klidová hmotnost fotonu je nulová, tzn. {\displaystyle m_{0}=0}, lze hybnost fotonu {\displaystyle p} vyjádřit jako
{\displaystyle p={E \over c}={hf \over c}={h \over \lambda }}.
Přestože je klidová hmotnost fotonu nulová, můžeme určit jeho relativistickou hmotnost z předchozího vztahu. Pokud uvážíme, že {\displaystyle p=mc}, dostaneme
{\displaystyle m={hf \over c^{2}}={h \over c\lambda }}.

## Vznik
Fotony vznikají mnoha způsoby, například vyzářením při přechodu elektronu mezi orbitálními hladinami, či při anihilaci částic.
Speciální přístroje jako maser a laser mohou vytvořit koherentní svazek záření.